# Eiwit (ei)

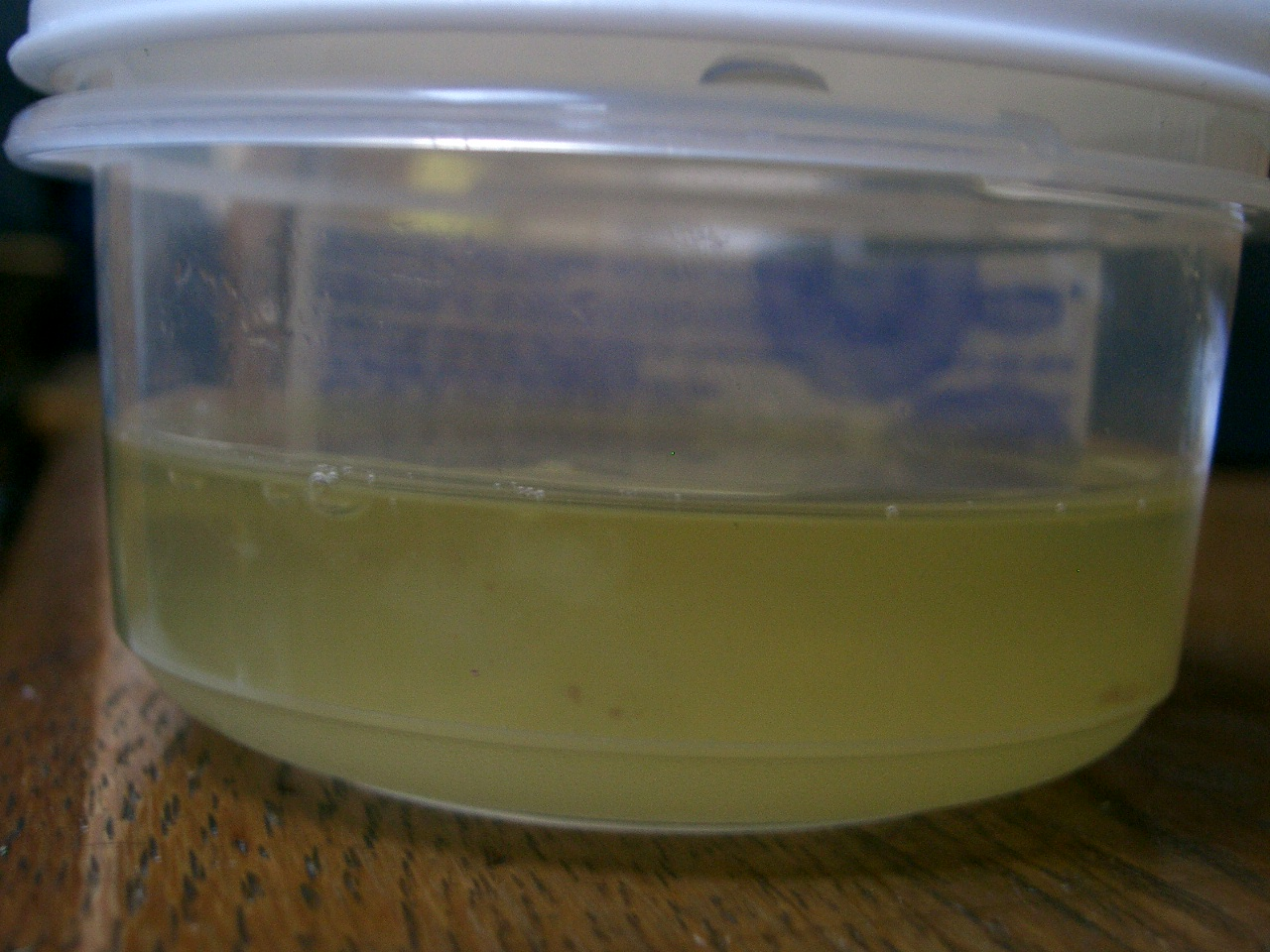
Eiwit in een plastic bakje

Eiwit is een heldere vloeistof die in vogeleieren zit. Het is het cytoplasma van het ei. Het bestaat hoofdzakelijk uit opgeloste proteïnen (vooral ovalbumine) in water. De primaire functies zijn de eierdooier te beschermen en extra voeding te verstrekken voor de groei van het embryonale kuiken; de proteïnen hebben een hoge voedingswaarde. In tegenstelling tot de eidooier bevat het weinig vet.
Eiwit wordt vaak in de keuken gebruikt. Veelal wordt het bij het koken gescheiden van de dooier. De naam dankt eiwit aan de kleur die het krijgt als het wordt verhit. Bij gebruik van onverhitte producten met eiwit bestaat de kans op een salmonellabesmetting.
Eiwit kan tot schuim worden geklopt (stijfkloppen). Dan zal al het gereedschap vetvrij moeten zijn. Een beetje citroenzuur, een klein snufje zout of wijnsteen helpt om het eiwit goed stijf te krijgen en het dient dan als basis voor schuimgebak (meringue), schuimpjes, spekjes (marshmellows), Chocozoenen en Haagse bluf.